# Diospilus rubricollis
Diospilus rubricollis är en stekelart som beskrevs av Graham 1986. Diospilus rubricollis ingår i släktet Diospilus och familjen bracksteklar. Inga underarter finns listade i Catalogue of Life.